# Aulosaphoides lampas
Aulosaphoides lampas är en stekelart som först beskrevs av Nixon 1950.  Aulosaphoides lampas ingår i släktet Aulosaphoides och familjen bracksteklar. Inga underarter finns listade.